# هيو ديفيس غراهام
هيو ديفيس غراهام (بالإنجليزية: Hugh Davis Graham)‏ هو مؤرخ العصر الحديث ‏ ومؤرخ أمريكي، ولد في 2 سبتمبر 1937 في ليتل روك في الولايات المتحدة، وتوفي في 26 مارس 2002 في سانتا باربارا في الولايات المتحدة.